# Jacqueline deWit
Jacqueline deWit est une actrice américaine, née Wilhelmina deWit le 26 septembre 1912 à Los Angeles (Californie), ville où elle est morte le 7 janvier 1998.

## Biographie
Jacqueline deWit débute au théâtre et joue à Broadway (New York) dans quatre pièces durant les années 1930. Les deux premières, de William Shakespeare, sont Roméo et Juliette (1934-1935, avec Basil Rathbone et Katharine Cornell dans les rôles-titre) et La Mégère apprivoisée (1935-1936, avec Lynn Fontanne et Alfred Lunt).
Au cinéma, elle contribue à quarante films américains, le premier (dans un petit rôle non crédité) étant L'Homme-léopard de Jacques Tourneur (avec Dennis O'Keefe et Margo), sorti en 1943. Le dernier est Détective privé de Jack Smight (avec Paul Newman et Lauren Bacall), sorti en 1966.
Mentionnons également Les Fils du dragon d'Harold S. Bucquet et Jack Conway (son deuxième film, 1944, avec Katharine Hepburn et Walter Huston), La Fosse aux serpents d'Anatole Litvak (1948, avec Olivia de Havilland et Mark Stevens), Un amour désespéré de William Wyler (1952, avec Laurence Olivier et Jennifer Jones), Tout ce que le ciel permet de Douglas Sirk (1955, avec Jane Wyman et Rock Hudson), ou encore Thé et Sympathie de Vincente Minnelli (1956, avec Deborah Kerr et John Kerr).
À la télévision, Jacqueline deWit apparaît entre 1950 et 1967, dans un téléfilm (1958) et vingt-cinq séries, dont Le Choix de... (deux épisodes, 1955-1956) et La Quatrième Dimension (un épisode, 1959).

## Théâtre à Broadway (intégrale)
- 1934-1935 : Roméo et Juliette (Romeo and Juliet) de William Shakespeare : Ensemble
- 1935-1936 : La Mégère apprivoisée (The Taming of the Shrew) de William Shakespeare : Citoyenne / Servante
- 1938 : Empress of Destiny de Jessica Lee et Joseph Lee Walsh : Mlle Vorontzov
- 1939 : Day in the Sun d'Edward R. Sammis et Ernest V. Heyn : Mlle McLean

## Filmographie partielle

### Cinéma

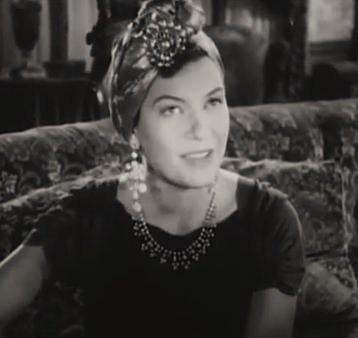
Dans Fog Island (1945)

- 1943 : L'Homme-léopard (The Leopard Man) de Jacques Tourneur : Helene Brunton
- 1944 : Les Fils du dragon (Dragon Seed) d'Harold S. Bucquet et Jack Conway : L'épouse de Wu Lien
- 1944 : Black Magic de Phil Rosen : Justine Bonner
- 1945 : Deanna mène l'enquête (Lady on a Train) de Charles David : Mlle Fletcher, la secrétaire de Morgan
- 1945 : Penny cherche un père (That Night with You) de William A. Seiter
- 1945 : Week-end au Waldorf (Week-End at the Waldorf) de Robert Z. Leonard : Kate Douglas
- 1945 : Fog Island (en) de Terry O. Morse : Emiline Bronson
- 1945 : La Maison du docteur Edwardes (Spellbound) d'Alfred Hitchcock : Une infirmière
- 1945 : L'Intrigante de Saratoga (Saratoga Trunk) de Sam Wood : Guilia Forosini
- 1946 : She Wrote the Book de Charles Lamont : Millicent Van Cleve
- 1946 : Deux nigauds vendeurs (Little Giant) de William A. Seiter : Hazel Temple Morrison
- 1947 : The Lone Wolf in Mexico (en) de D. Ross Lederman : Liliane Dumont
- 1948 : La Fosse aux serpents (The Snake Pit) d'Anatole Litvak : Celia Sommerville
- 1949 : Chinatown at Midnight de Seymour Friedman : Lisa Marcel
- 1950 : Mon cow-boy adoré (Never a Dull Moment) de George Marshall : Myra Van Elson
- 1950 : L'Esclave du gang (The Damned Don't Cry) de Vincent Sherman : Sandra
- 1951 : La Première Légion (The First Legion) de Douglas Sirk : Mlle Hamilton
- 1952 : Un amour désespéré (Carrie) de William Wyler : Minnie, la sœur de Carrie
- 1953 : Catherine et son amant (She's Back on Broadway) de Gordon Douglas : Lisa Kramer
- 1954 : Fille de plaisir (Playgirl) de Joseph Pevney : Greta Marsh
- 1955 : Ange ou Démon (The Shrike) de José Ferrer : Katherine Meade
- 1955 : Tout ce que le ciel permet (All That Heaven Allows) de Douglas Sirk : Mona Plash
- 1955 : Lay That Rifle Down (en) de Charles Lamont : Tante Sarah Greeb
- 1956 : Thé et Sympathie (Tea and Sympathy) de Vincente Minnelli : Lilly Sears
- 1961 : Milliardaire pour un jour (Pocketful of Miracles) de Frank Capra : Louise
- 1963 : Blondes, Brunes et Rousses (It Happened at the World's Fair) de Norman Taurog : Emma Johnson
- 1963 : Trio de terreur (Twice-Told Tales) de Sidney Salkow : Hannah Pyncheon, la sœur de Gerald
- 1966 : Détective privé (Harper) de Jack Smight : Mme Kronberg

### Télévision
(séries, sauf mention contraire)
- 1955-1956 : Le Choix de... (Screen Directors Playhouse), saison unique, épisode 5 Want Ad Wedding (1955 - Mercedes Fairfax) de William A. Seiter et épisode 17 Prima Donna (1956 - Emmy) de David Butler
- 1958 : Hi, Grandma!, téléfilm d'Arch Oboler : rôle non spécifié
- 1959 : La Quatrième Dimension (The Twilight Zone), saison 1, épisode 8 Question de temps (Time Enough at Last) de Lamont Johnson : Helen Bemis
- 1960 : La Grande Caravane (Wagon Train), saison 3, épisode 15 The Colonel Harris Story de Virgil W. Vogel : La princesse